# Mnichowice (Basse-Silésie)
Pour l’article homonyme, voir Mnichowice (Grande-Pologne).
Mnichowice est une localité polonaise de la gmina de Żórawina, située dans le powiat de Wrocław en voïvodie de Basse-Silésie.